# One Week Friends
One Week Friends (jap. 一週間フレンズ。, Isshūkan Furenzu.) ist eine Manga-Serie von Matcha Hazuki, die von 2012 bis 2015 in Japan erschien. Sie wurde als Anime-Fernsehserie, Bühnenstück und Realfilm adaptiert und ist in die Genres Romantik, Comedy und Drama einzuordnen. Auf Deutsch erscheint sie seit 2017.

## Handlung
Der Oberschüler Yūki Hase (長谷 祐樹) bemerkt, dass seine Mitschülerin Kaori Fujimiya (藤宮 香織) stets einsam ist und zu niemandem in der Klasse Kontakt hat. Da sie ihm gefällt, spricht er sie an, stellt fest, dass sie freundlich und intelligent ist und möchte sich mit ihr anfreunden. Doch Kaori weist ihn ab. Am Ende der Woche erklärt sie ihm schließlich warum: Über jedes Wochenende vergisst sie alle Erinnerungen an ihre Freunde. Daher möchte sie mit niemandem mehr engen Kontakt haben und meidet ihre Mitschüler. Yūki aber will ihr helfen und versucht von da an jede Woche erneut, ihre Freundschaft zu gewinnen. Er motiviert sie, ein Tagebuch zu schreiben und so zumindest die Erlebnisse mit ihm nachlesen zu können. Langsam gelingt es Yūki, dass Kaori sich zumindest ein wenig an ihn erinnern kann. Dann zieht er seinen Freund Shōgo Kiryū (桐生 将吾) hinzu, der zunächst wenig begeistert von der neuen Freundschaft mit Kaori ist, und auch die Erlebnisse zu dritt können Kaori helfen.

## Veröffentlichung
Die Serie erschien vom 21. Januar 2012 (Ausgabe 2/2012) bis 22. Januar 2015 (Ausgabe 2/2015) im Magazin Gangan Joker beim Verlag Square Enix. Dieser brachte die Kapitel auch in sieben Sammelbänden (Tankōbon) heraus. Der letzte Band wurde in den ersten beiden Wochen nach Veröffentlichung über 100.000 mal verkauft.
Eine deutsche Übersetzung der Serie erschien zwischen Februar 2017 und Juli 2018 komplett bei Carlsen Manga. Planet Manga brachte eine italienische Fassung heraus und Yen Press eine englische. Auf Spanisch erschien die Serie bei Panini Comics in Mexiko und bei Editorial Ivréa in Spanien.

## Adaptionen

### Anime
Beim Studio Brain’s Base entstand 2014 eine Adaption des Mangas als Anime-Fernsehserie. Bei der Produktion führte Tarō Iwasaki Regie und Hauptautor war Shōtarō Suga. Das Charakterdesign stammt von Eri Yamazaki und künstlerischer Leiter war Akira Itō. Die Erstausstrahlung erfolgte vom 7. April bis 23. Juni 2014 punkt Mitternacht (und damit am vorigen Fernsehtag) auf Tokyo MX, sowie mit bis zu einer Woche Versatz auch auf den Sendern MBS, TV Aichi, AT-X und BS11. 
Eine deutsche Synchronfassung erschien bei Kazé Deutschland und Anime on Demand veröffentlichte sie per Streaming. Englisch untertitelte Versionen wurden bei den Plattformen AnimeLab, Crunchyroll und The Anime Network per Streaming veröffentlicht, außerdem wurde die Serie für Veröffentlichungen in Tagalog und Chinesisch lizenziert.

#### Synchronisation
| Rolle          | Japanische Stimme (Seiyū) | Deutsche Stimme  |
| -------------- | ------------------------- | ---------------- |
| Kaori Fujimiya | Sora Amamiya              | Sarah Tkotsch    |
| Yūki Hase      | Yoshitaka Yamaya          | Christian Zeiger |
| Shōgo Kiryū    | Yoshimasa Hosoya          | Nick Forsberg    |

#### Musik
Komponist der Filmmusik war Irone Toda. Das Vorspannlied ist Niji no Kakera (虹のかけら) von Natsumi Kon und für den Abspann verwendete man das Lied Kanade (奏) von Sora Amamiya.

### Theaterstück
Eine Adaption als Theaterstück unter der Regie von Kei Horie wurde am Theater CBKG Shibugeki!! in Shibuya, Tokio vom 14. bis 24. November 2014 aufgeführt. Kaori wurde gespielt von Maya Okano, Yūki von Tomoki Okayama und Shōgo von Kimito Totani.

### Kinofilm
Am 18. Februar 2017 kam ein Realfilm von Shōsuke Murakami nach dem Drehbuch von Yōko Izumisawa in die japanischen Kinos. Kaori wurde gespielt von Haruna Kawaguchi, Yūki von Kento Yamazaki und Shōgo von Takashi Matsuo.